# Naruto Shippuden: The Lost Tower
Pour plus de détails, voir Fiche technique et Distribution.
Naruto Shippuden: The Lost Tower (劇場版 NARUTO-ナルト-疾風伝 ザ・ロストタワー, Gekijōban Naruto Shippūden - Za Rosuto Tawā, trad. litt. : Naruto Shippuden : La Tour perdue) est le septième film japonais basé sur le manga Naruto et le quatrième film tiré de l'anime Naruto Shippûden, sorti le 31 juillet 2010 au Japon.
En France, le film a été diffusé le 25 mai 2011 sur Game One.

## Synopsis
Naruto a pour mission de capturer Mukade, un ninja déserteur. Il poursuit ce dernier, et le coince dans les ruines historiques de « Rôran ». Le but de Mukade se révèle être une réserve illimitée de chakra souterraine, perdue au milieu des ruines et scellée autrefois par le 4e Hokage. Il absorbe le sceau et relâche la puissance de celle-ci, provoquant une lumière qui enveloppe Naruto, et l'envoie dans le passé 20 ans avant le début de la série. Quand Naruto se réveille, il fait la rencontre d'une jeune femme du nom de Sara, qui est la princesse de « Rôran ». Il affronte des marionnettes contrôlées par du chakra et se retrouve blessé mais est sauvé par Minato, qui soigne ses blessures et lui demande de quitter la cité. Plus tard, Naruto sauve Sara d'une chute mortelle, cette dernière ayant été poussée alors qu'elle saluait ses sujets.
Naruto découvre que Mukade, le ninja déserteur qu'il recherche, est vivant dans le passé en se faisant passer pour Hanrôkusen, le sage serviteur de la souveraine. En réalité, les sujets de la princesse ne sont rien d'autre que des marionnettes manipulées par du chakra transmis à partir de la grande tour de la ville. Des personnes demandent à la princesse de les aider à retrouver leurs proches qui sont utilisés comme esclaves par Mukade pour la création des marionnettes. Sara tombe des nues en découvrant la vérité sur son serviteur, qui a assassiné sa mère. Un long combat s'engage entre Naruto et Mukade, qui peut se reconstituer grâce au chakra à l'infini, avec l'aide de son père, de Shibi et Chôza. Naruto parvient finalement à terrasser son adversaire avec l'« Orbe tourbillonnant absolu », en combinant son chakra avec celui de Minato, et retourne à son époque, où il fait la rencontre de la fille de Sara.

## Fiche technique
- Titre original : 劇場版 NARUTO-ナルト-疾風伝 ザ・ロストタワー (Gekijōban Naruto Shippūden - Za Rosuto Tawā)
- Titre français : Naruto Shippuden: The Lost Tower[1]
- Réalisation : Masahiko Murata
- Scénario : Junki Takegami, adapté de l'anime Naruto Shippûden de Masashi Kishimoto
- Direction artistique :
- Musiques : Yasuharu Takanashi
- Sociétés de production : Aniplex, Bandai Co., Ltd., Dentsu Inc., Shueisha, Studio Pierrot, Tōhō, TV Tokyo
- Société de distribution : Tōhō
- Pays d'origine :  Japon
- Langue originale : japonais
- Format : Couleurs - 1,85 : 1
- Genre : action, fantastique, comédie
- Durée : 90 minutes
- Dates de sortie :
  - 31 juillet 2010 au  Japon
  - 25 mai 2011 en  France sur Game One

## Doublage
| Personnages      | Voix japonaises    | Voix françaises       |
| ---------------- | ------------------ | --------------------- |
| Naruto Uzumaki   | Junko Takeuchi     | Carole Baillien       |
| Sakura Haruno    | Chie Nakamura      | Nathalie Hugo         |
| Chôza Akimichi   | Nobuaki Fukuda     | Michel Hinderyckx     |
| Shibi Aburame    | Kenji Hamada       | Sébastien Hébrant     |
| Kakashi enfant   | Mutsumi Tamura     | Julie Basecqz         |
| Minato Namikaze  | Toshiyuki Morikawa | Gauthier de Fauconval |
| Mukade           | Ryūzaburō Ōtomo    | Romain Barbieux       |
| Saï              | Satoshi Hino       | Maxime Donnay         |
| Yamato           | Rikiya Koyama      | Laurent Van Wetter    |
| Kakashi Hatake   | Kazuhiko Inoe      | Lionel Bourguet       |
| Saara            | Saori Hayami       | Laetitia Liénart      |
| Saraï            | Fujiko Takimoto    | Julie Basecqz         |
| Azuma enfant     | Fujiko Takimoto    |                       |
| Hiruzen Sarutobi | Hidekatsu Shibata  | Jean-Paul Landresse   |
| Jiraya           | Hōchū Ōtsuka       | Olivier Cuvelier      |
| Shizune          | Keiko Nemoto       | Géraldine Frippiat    |
| Tsunade          | Masako Katsuki     | Laurence César        |
| Gaï enfant       | Mayuki Makiguchi   |                       |
| Masako           | Yūko Kobayashi     | Marcha Van Boven      |
| Seeramu          | Yumi Tōma          |                       |

## Autour du film
- Chronologiquement le film peut être placé entre les volumes 48 et 49 du manga, Naruto n'avait pas encore rencontré son père lors de son combat contre Pain.
  - Le jeune Kakashi n'ayant pas le Sharingan d'Obito Uchiwa, le scénario du film doit ce dérouler avant que l'équipe de Minato fut envoyer en mission pour détruire le pont Kannabi.
  - Même si Naruto avait réussi à demander à Minato qu'il est son père, ce dernier n'avait pas encore conçu son fils avec Kushina lors des événements du film car cette dernière tomba enceinte durant la période où Minato devint le Quatrième Hokage.

## Bande originale
La bande originale du film est intitulée : If, et interprétée par la chanteuse japonaise Kana Nishino.

## Musique
Une compilation des musiques du film composées par Takanashi Yasuharu est sortie au Japon le 28 juillet 2010 :

## DVD
- Ce film est sorti en DVD le 27 avril 2011 au Japon et le 24 août 2011[1], avec en bonus inédit un OAV, Naruto, le Génie et les Trois Vœux, présent uniquement en VOSTFR dans le coffret du film[4], en France.